# Bram van Leer
Bram van Leer là nhà khoa học người Hà Lan, nghiên cứu về thủy khí động lực diễn toán.
Khi còn nghiên cứu ngành thiên văn tại Leiden vào thập niên 1970, van Leer đã có những xuất bản về các phương pháp sai phân có độ chính xác cấp hai mà không hình thành nhiễu động.
Ngoài ra, van Leer còn đề xuất một phương pháp hiệu quả thay thế cho thuật toán Godunov. Với đóng góp quan trọng không chỉ trong ngành thiên văn - kĩ thuật hàng không/vũ trụ, Van Leer đã được nhận danh hiệu tiến sĩ danh dự tại Đại học Mở Brussel (1990).
Van Leer là giáo sư tại trường Đại học Michigan từ năm 1986 đến nay.

## Ngoài chuyên môn
Van Leer thành thạo với carillon - một nhạc cụ đồ sộ mà người chơi gõ bàn phím để rung một dàn chuông lớn. Năm 1993 ông đã từng biểu diễn với carillon ở Tòa thị chính Leiden.